# Lymantria minora
Lymantria minora är en fjärilsart som beskrevs av Van Eecke 1828. Lymantria minora ingår i släktet Lymantria och familjen tofsspinnare. Inga underarter finns listade i Catalogue of Life.